# Crosse épiscopale

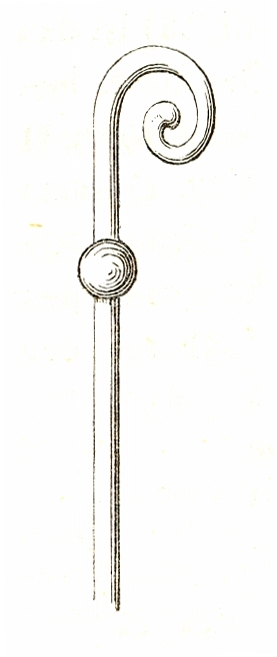
Schéma d'une crosse épiscopale latine.

La crosse, aussi appelée crosier ou crozier, est principalement le bâton pastoral d'un évêque. La crosse est l'insigne, par excellence, de la mission de pasteur qu'exercent les évêques auprès de leurs fidèles.
L'extrémité supérieure d'une crosse épiscopale, dans l'Église latine, est recourbée en volute. Cette volute, plus ou moins volumineuse, peut-être enrichie de divers motifs sculptés ayant une signification pastorale ou théologique.
La crosse est aussi, dans le catholicisme, portée par un abbé, en tant que chef et général de son Ordre (ou d'une abbesse, par exemple l'abbesse de Fontevraud jusqu'en 1792).
La plus ancienne mention connue du bâton pastoral remonte à Isidore de Séville au VIIe siècle.

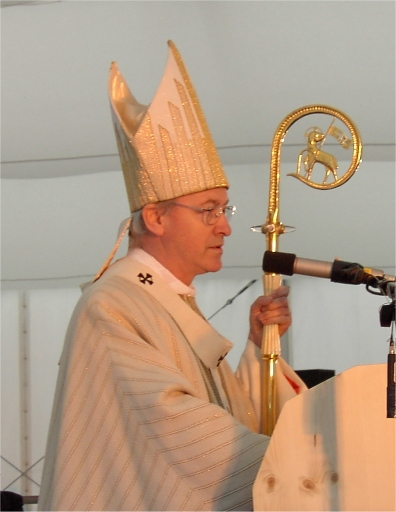
Alois Kothgasser, archevêque de Salzbourg jusqu'en 2013, tenant sa crosse épiscopale.

## Symbolique de la crosse épiscopale
La crosse avait initialement la forme d'un tau grec (T), mais à partir du XIIe siècle son extrémité supérieure a pris la forme recourbée qui est aujourd'hui la plus répandue, en volute. Cette forme est aussi celle de la houlette du berger, image très emblématique.
Bâton de celui qui dirige, conseille et secourt, la houlette du bon pasteur marchant à la tête du  troupeau des fidèles est le signe d'une autorité paternelle. Les trois symboles de la crosse sont : 
- La solidité du bâton, pour soutenir les faibles ;
- La courbe du crosseron (au sommet) pour retenir ou rattraper ceux qui s'égarent ;
- La pointe inférieure, au sol, pour piquer ceux qui hésitent à progresser, ou, si nécessaire, frapper les loups qui menacent les brebis (le peuple fidèle) ou qui s'attaquent à la foi de l'Église.

Ainsi la crosse épiscopale symbolise la triple fonction ordinaire de l'évêque :
- Gouverner la portion du peuple chrétien confiée à ses soins ;
- Enseigner le peuple chrétien ;
- Sanctifier le peuple chrétien.

C'est une application de la Parabole du Bon Berger (Jn 10,1-18 & 27-30), et l'illustration du verset  « Le Seigneur est mon berger » (Psaume 23,1).

## Description de la crosse épiscopale
La crosse se compose de plusieurs parties, respectivement nommées la douille, le nœud et le crosseron, autrefois  très artistiquement et richement décoré, notamment par l'Agneau pascal et la croix, mais aussi par divers autres éléments auxquels on continue aujourd'hui à recourir.
Le crosseron (volute au sommet de la crosse) est tourné vers l'assistance lorsque l'évêque célèbre dans son propre diocèse (voir plus bas), et vers lui-même dans le cas contraire ou s'il ne possède pas de droits canoniques sur le lieu de culte au sein de son diocèse où il participe au culte.
La crosse épiscopale du pape est la férule papale, et c'est la seule à être en forme de croix. Dans les très grandes solennités, cette croix papale est triple (trois barres transversales).

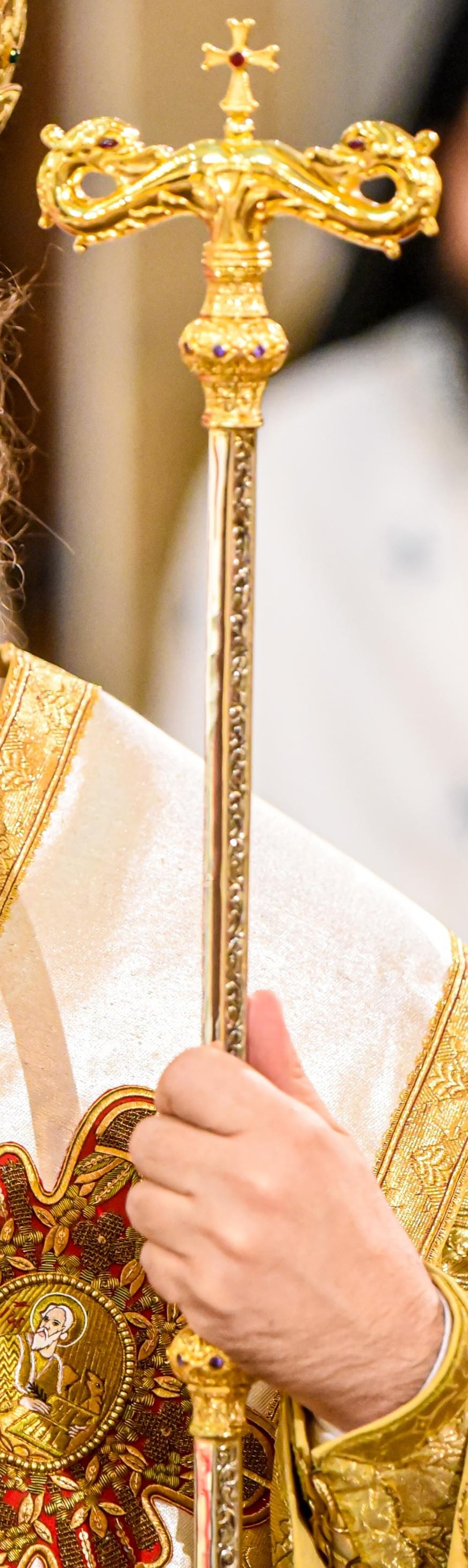
Crosse épiscopale orthodoxe.

Dans les Églises de rite byzantin, qu'elles soient catholiques ou orthodoxes, le bâton pastoral des évêques se présente de manière différente : c'est un bâton, toujours métallique (alors que la crosse latine est parfois en bois noble), se terminant, à son sommet, par deux serpents qui se font face, prêts à se mordre, mais entre lesquels, les séparant, se dresse la Croix.

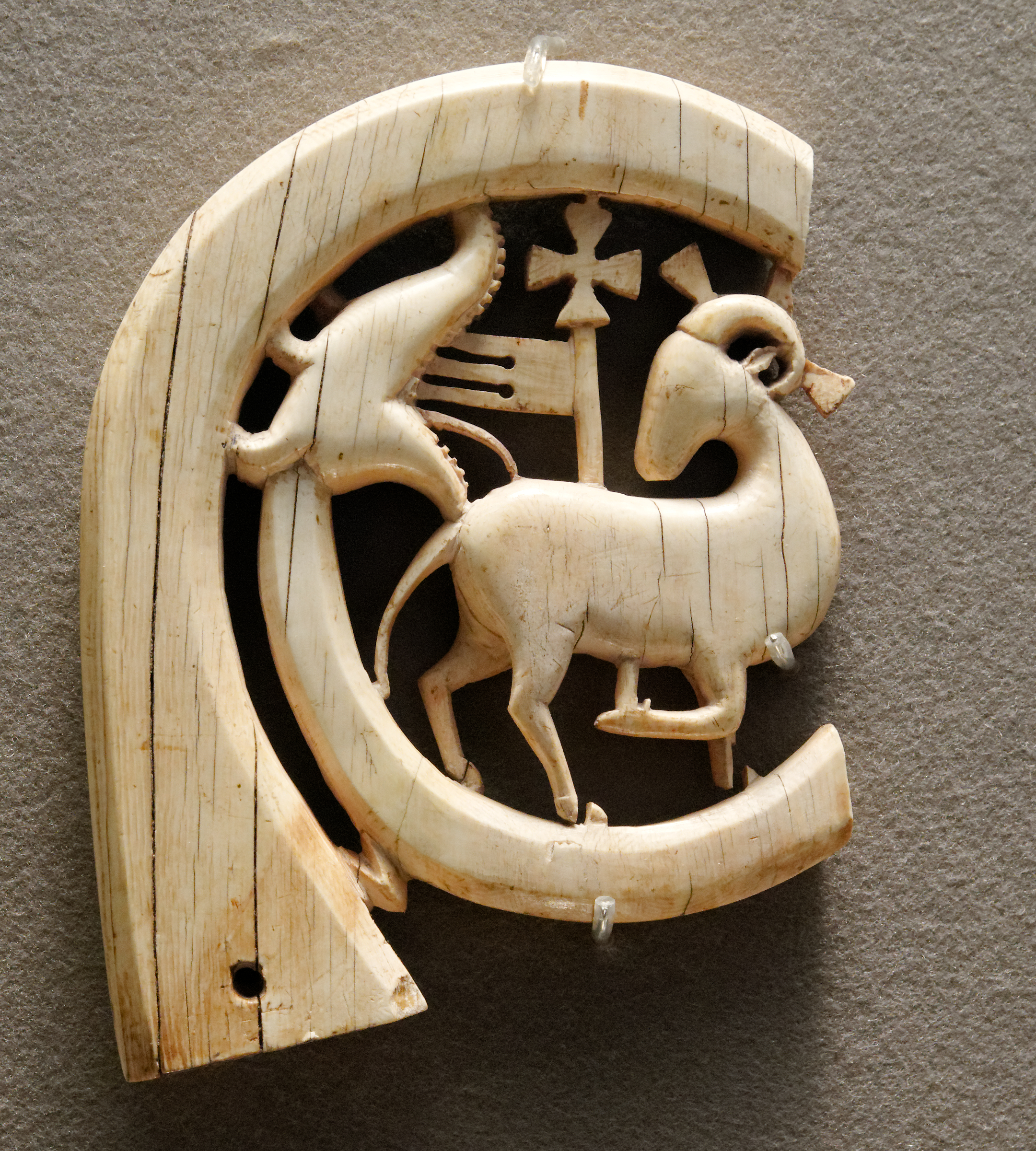
Crosseron d'évêque italien, datant du XIIIe siècle, Paris, musée du Louvre.
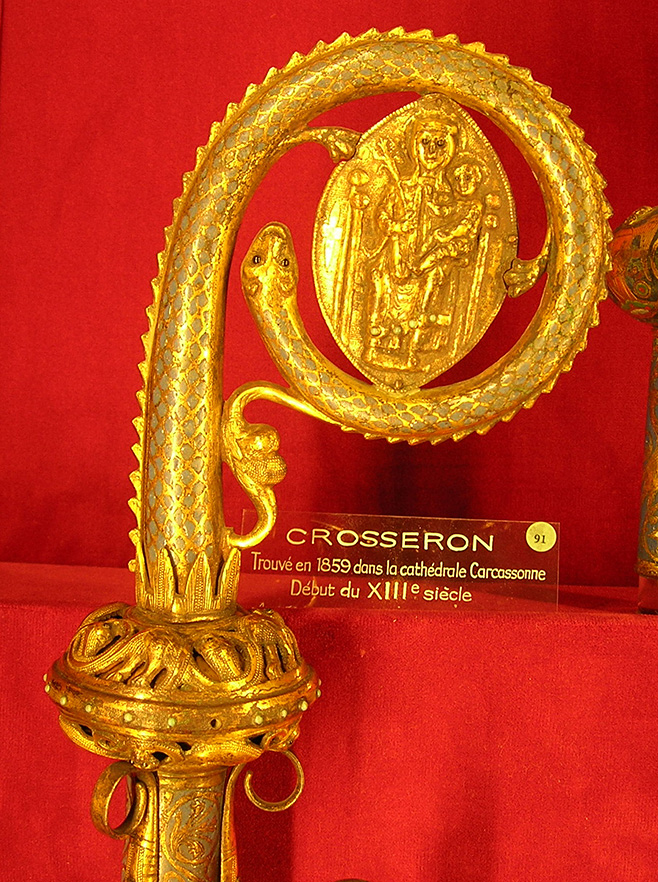
Crosse provenant de la cathédrale de Carcassonne (début XIIIe siècle), Paris, Musée de  Cluny.
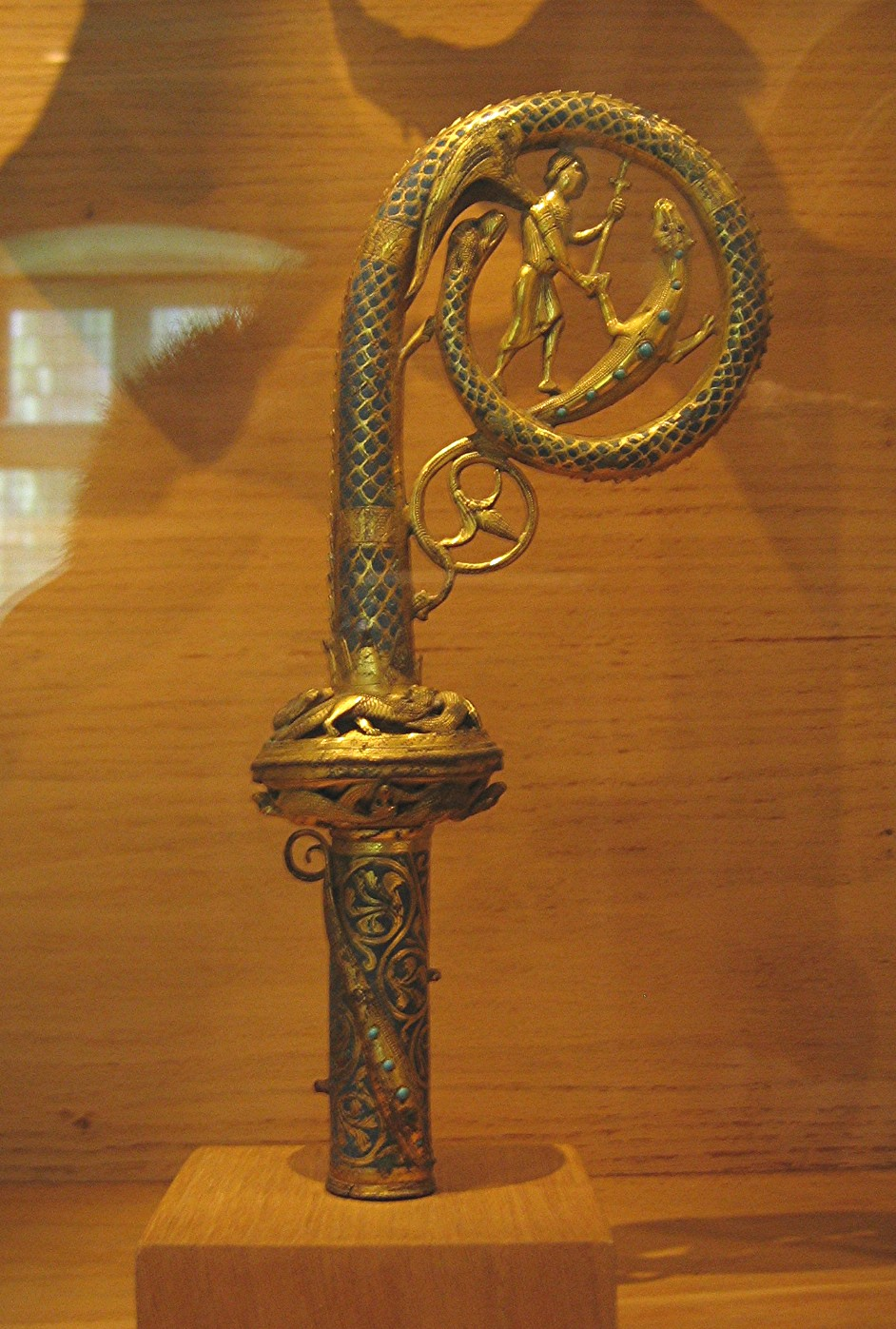
Crosse de l'évêque Jean d'Aubergenville (XIIIe siècle) - Musée d'Évreux.
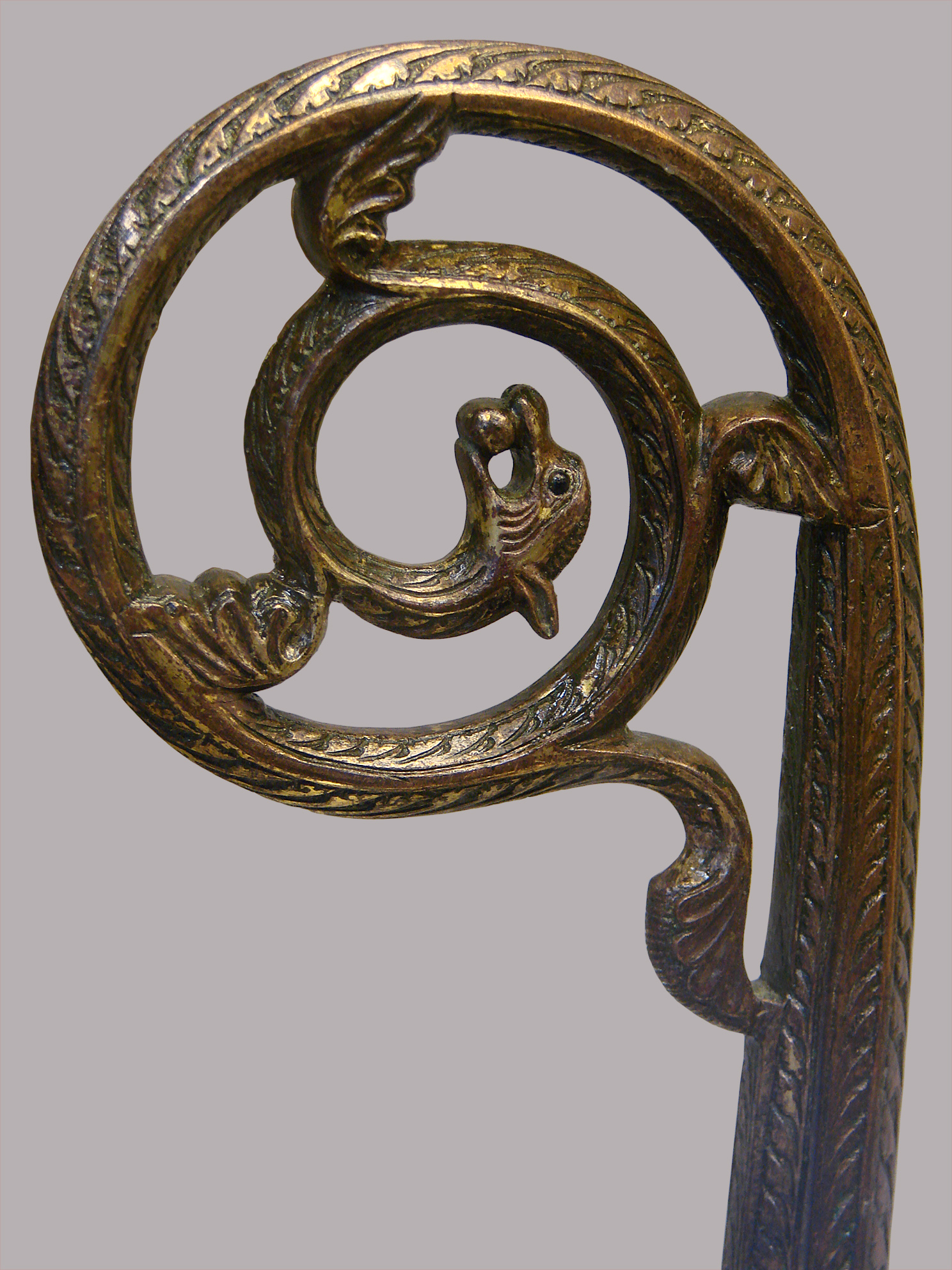
Crosse dite de l'évêque Guérin (XIIIe siècle) - Musée de Senlis.

## Règles canoniques réglementant le port de la crosse
Le Cérémonial des évêques donne la liste des insignes épiscopaux : l'anneau, la crosse, la mitre, la croix pectorale, et dans le cas des archevêques, le pallium. Il stipule que l'évêque emploie la crosse, symbole de son autorité de pasteur, seulement à l’intérieur de sa cité ou de son diocèse. Il est prévu des exceptions quand l'évêque a reçu la permission de l’ordinaire du lieu (c'est-à-dire de l'évêque du lieu), ou bien du pape, de présider des cérémonies en d'autres lieux, hors de son diocèse. Si plusieurs évêques participent à une célébration eucharistique, seul celui qui préside porte la crosse.
La partie recourbée est portée tournée vers avant, face au peuple, quand c'est un évêque qui la porte. S'il s'agit d'un abbé, celui-ci porte la partie recourbée vers l'arrière, vers ses moines, qui le suivent. L'évêque doit toujours tenir en main sa crosse pendant qu'on proclame l'Évangile la peuple, très souvent quand il prononce son homélie (surtout dans les liturgies solennelles), quand il reçoit les vœux ou la profession de foi des croyants, et quand il procède à la bénédiction du peuple.
Des servants, les porte-insignes, sont chargés de porter, à deux mains couvertes d'un voile blanc, d'une part la mitre, d'autre part la crosse de l'évêque quand celui-ci quitte ces deux objets liturgiques à divers moments durant les cérémonies.
L'évêque, partout dans son diocèse, s'il est coiffé de la mitre, entre processionnellement en s'appuyant sur sa crosse, et ne laisse éventuellement celle-ci que lorsqu'il parvient à son siège épiscopal. Dans une entrée ou une sortie processionnelles, au début ou à la fin d'une cérémonie présidée par lui, l'évêque, crosse en main et mitre sur le front, entre en dernier et sort en dernier, les servants, puis les diacres, puis les prêtres cheminant devant lui. Le plus souvent, cheminant en dernier, il bénit le peuple sur sa gauche et sur sa droite. 

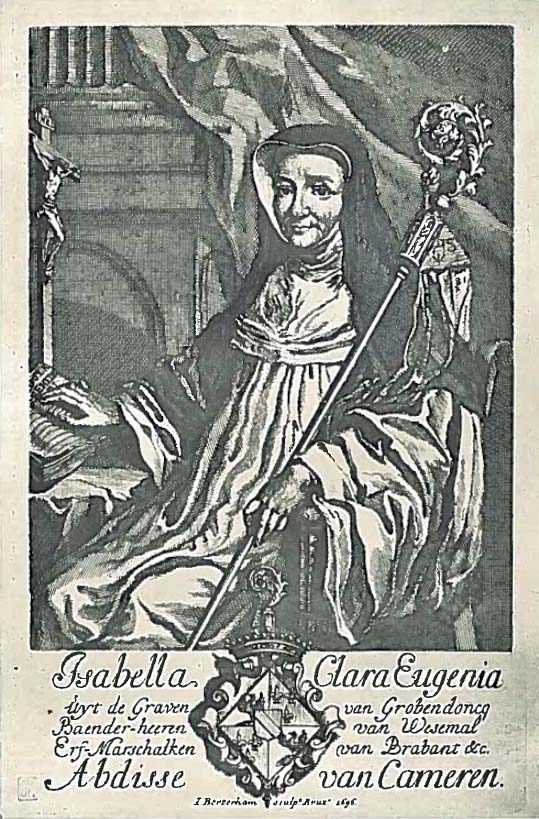
Isabelle de Grobbendonck, portrait armorié avec crosse épiscopale, par Jean-Baptiste Berterham (1696).
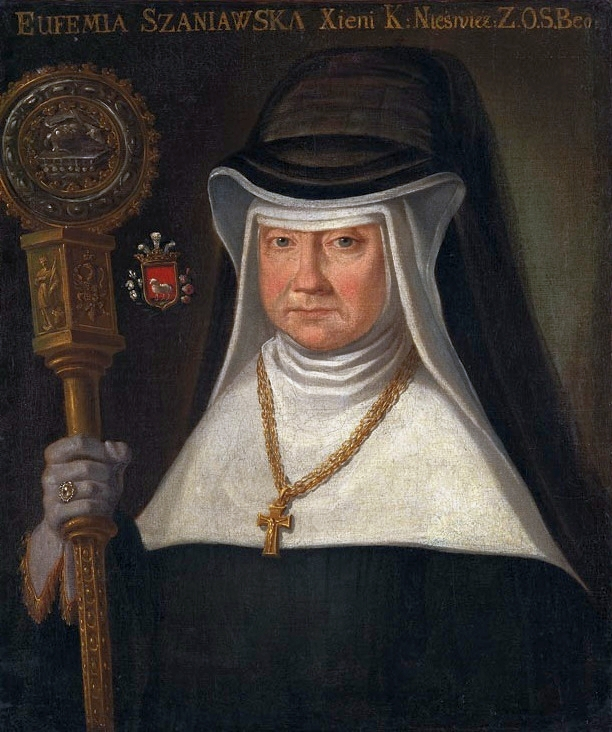
La Mère Eufemia Szaniawska, abbesse du monastère bénédictin à Nieśwież tenant en main la crosse abbatiale, vers 1768, Musée national de Varsovie.
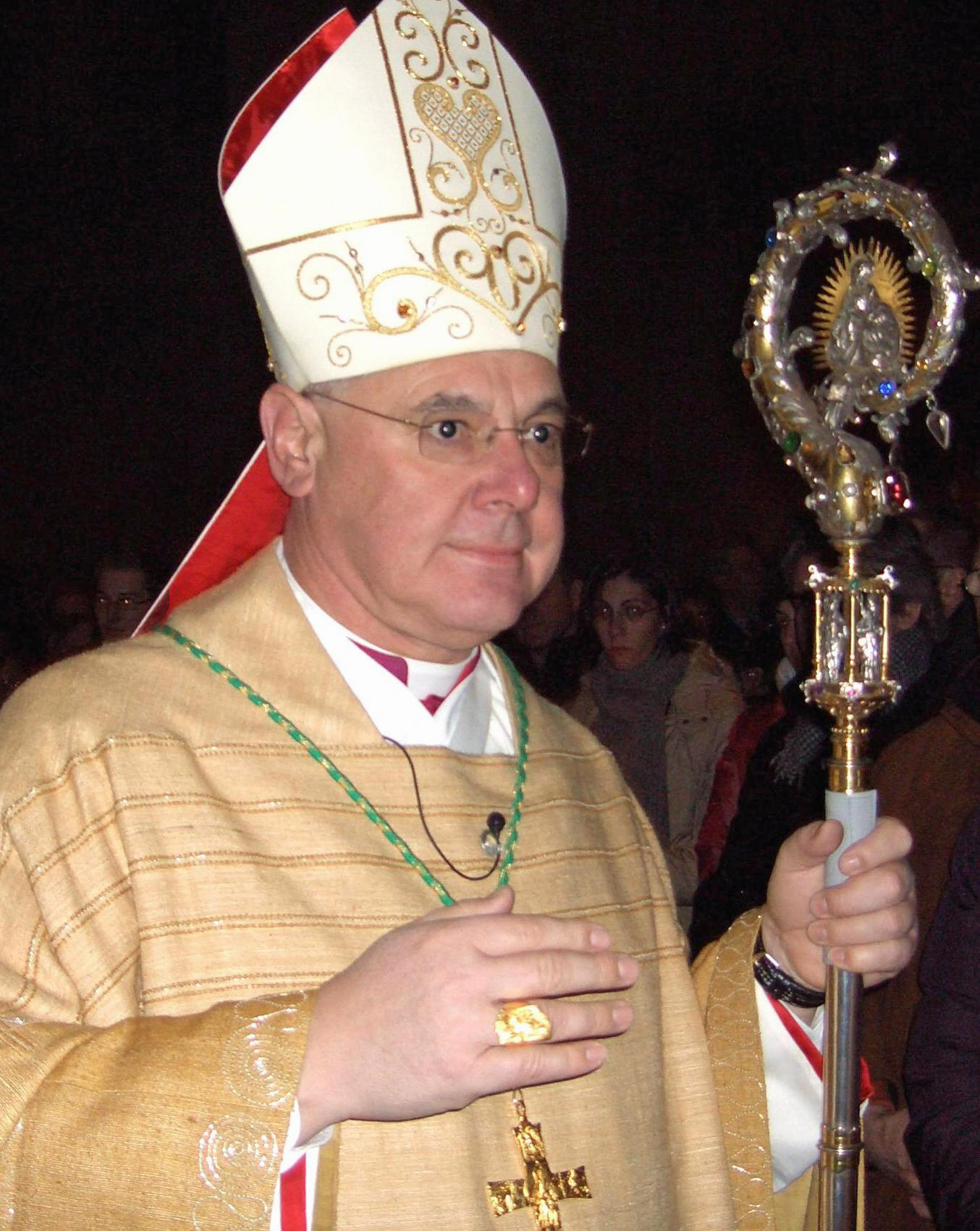
Le cardinal Gerhard Ludwig Müller tenant sa crosse épiscopale.